# City-Hochhaus
La City-Hochhaus (nota anche con gli appellativi di Uniriese o Weisheitszahn) è un grattacielo della città di Lipsia. È, con i suoi 142,50 metri di altezza (155,40 includendo l'antenna), l'edificio più alto della città ed il secondo della porzione di Germania cosiddetta dei Nuovi Länder - corrispondente all'ex Repubblica Democratica Tedesca - preceduto dai 149 metri della JenTower di Jena (159,60 metri includendo l'antenna).

## Storia
Il grattacielo è stato realizzato tra il 1968 ed il 1972, su progetto dell'architetto tedesco-orientale Hermann Henselmann, durante i lavori di rinnovamento del campus universitario cittadino di Augustusplatz. L'edificio venne concepito come una Stadtdominanten (Dominanti sulla città), ossia uno di quei nuovi edifici che avrebbero dovuto caratterizzare la nuova città socialista, fungendo da elemento di richiamo visivo e da polo cittadino strategico.
All'epoca del completamento, rappresentava l'edificio più alto dell'intera Germania.
Data la mole imponente e la particolare forma conferita dai tre lati principali concavi, la torre è indicata colloquialmente anche come Uniriesen (Gigante universitario), Weisheitszahn (Dente del giudizio) o Steiler Zahn; l'effetto principalmente voluto dall'architetto è quello, però, di apparire dalla prospettiva dell'osservatore come un libro aperto, simboleggiando appunto la sua destinazione universitaria.
Tra il 1999 ed il 2002 il grattacielo è stato completamente restaurato, e le facciate rivestite con una nuova cortina di pietra e vetro.

## Attuale destinazione d'uso

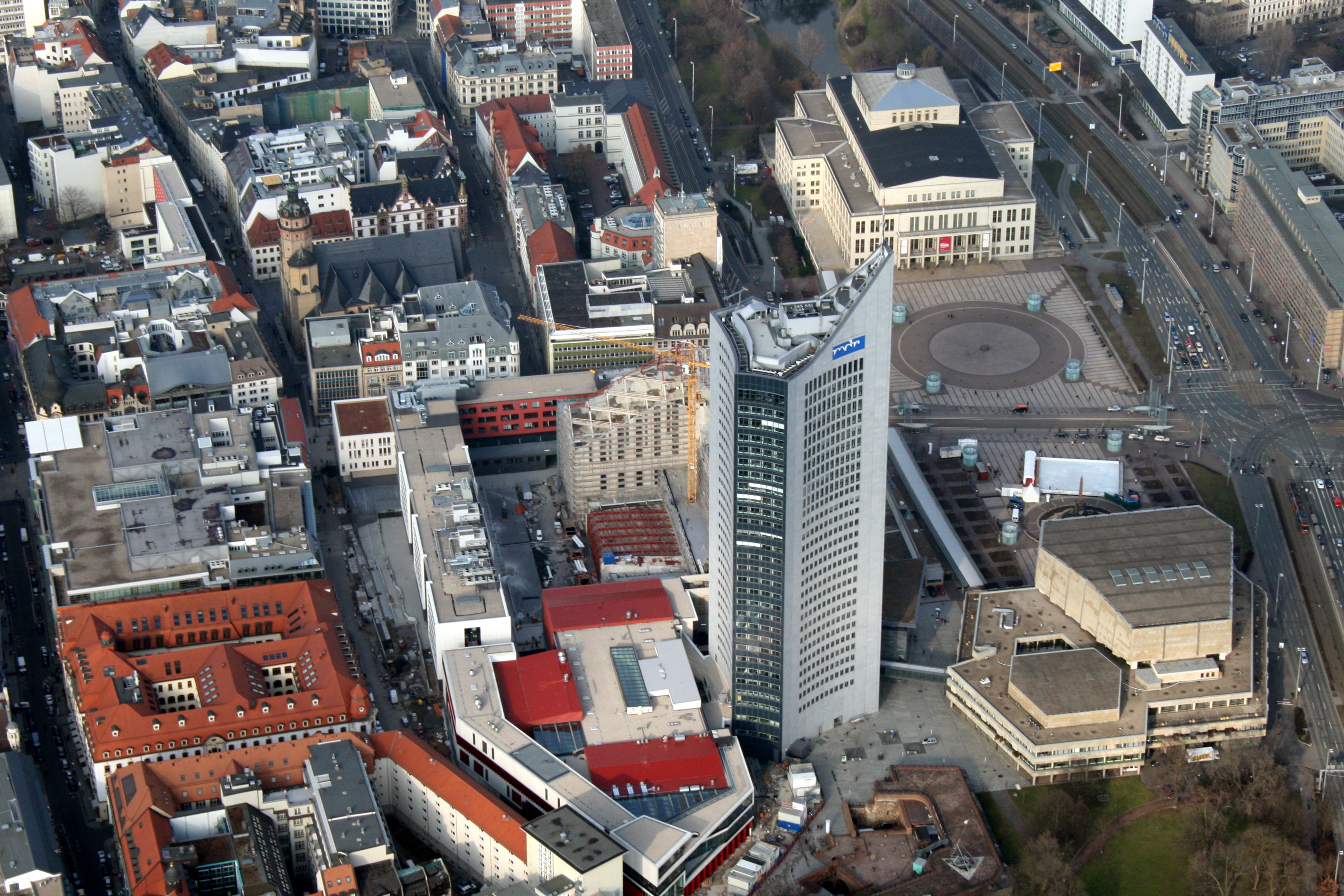
Vista dall'alto della City-Hochhaus e della Augustusplatz.

L'Università di Lipsia non è più attualmente ospitata nei locali del grattacielo: con la riunificazione, infatti, il nuovo Land della Sassonia ha deciso di vendere l'edificio alla banca di investimenti statunitense Merrill Lynch, rappresentata dalla società CRE Resolution GmbH.
Occupano attualmente alcuni locali della torre anche la Mitteldeutscher Rundfunk, radio della Germania centrale e un ristorante panoramico ospitato a 110 metri di altezza. Dal marzo 2008, anche la European Energy Exchange ha trasferito la propria sede centrale all'interno della City-Hochhaus. Il fornitore di energia GET AG e i produttori di biocarburante Verbio AG mantennero per un certo tempo la propria sede centrale nella torre, rispettivamente fino al 2007 e fino al 2008.
In cima all'edificio è presente - indicata come trentunesimo piano - una terrazza panoramica, aperta durante in autunno e in inverno dalle 10 alle 22 e in estate dalle 9 fino all'una di notte. È posizionata ad una quota di 120 metri e fornisce una vista privilegiata sul centro della città, affermandosi oramai come una delle attrazioni principali di Lipsia.